# Sándor Tatay
Sándor Tatay (6. května 1910, Bakonytamási, Vesprémská župa – 2. prosince 1991, Budapešť) byl maďarský spisovatel.

## Život
Pocházel z rodiny evangelického faráře. Střední školu navštěvoval v městech Tata, Pápa a Szarvaš, poté studoval teologii na sopronské Evangelické teologické univerzitě a filozofii na Pécsské univerzitě. Pak se vydal pěšky na cestu Evropou a po návratu do vlasti pracoval nejprve jako dělník a poté úředník. Redigoval časopis Kelete Népe, později byl vedoucím Oddělení literatury pro mládež Svazu maďarských spisovatelů.
Publikovat začal počátek 30. let 20. století a soustřeďoval se především na díla s vesnickou tematikou a zobrazoval nesmiřitelné třídní rozpory v maďarské společnosti a úpadek hodnot středních vrstev. Po druhé světové válce do roku 1955 nepublikoval a pracoval jako ředitel penziónu poblíž jezera Balaton.
Jde o autora povídek, románů a knih pro mládež. Za své dílo, přeložené do devíti jazyků, obdržel třikrát cenu Attily Józsefa (1957, 1961 a 1979).

## Dílo
- Az eke (1931), román,
- Jelek a porban (1939, Známebí v prachu), povídky,
- Zápor (1941, Liják), román,
- Csipke (1942, Krajka), povídky,
- Húshagyókedd (1943, Masopustní úterý), román,
- Ének a szőlőhegyről (1955), povídky
- Kinizsi Pál (1955, Pál Kinizsi), historický román pro mládež z 15. století o legendárním maďarském vojevůdci vojska krále Matyáše Korvína. Tento muž, označovaný jako „vítěz nad Turky“ , se na generála vypracoval z mlynářského učedníka.
- A Simeon család (1955–1964, Rodina Simeonových), pětidílný románový cyklus, popisující na příběhu tří generací šlechtické rodiny maďarskou společnost od počátku 20. století do padesátých let.
  - A Simeon-ház (1955, Dům Simeonových),
  - A második leány (1956, Druhé z děvčat),
  - Kenyér és virág (1959, Chléb a květy),
  - A nyugati Kapu (1962, Západní brána),
  - Az ítélet napja (1964, Soudný den).
- Vulkán (1958, Sopka), román,
- Ház a sziklák alatt (1959, Dům pod skalou), scénář k filmu režiséra Károlyho Makka.
- Üvegcsengő (1960, Skleněný zvonek), pohádky,
- Puskák és galambok (1960, Pušky a holubi), dobrodružný román pro mládež o příhodách šestice kamarádů v Maďarsku na podzim roku 1919, kteří pomáhají k útěku úřady pronásledovaného otce jednoho z nich.
- Kelj fel és járj! (1961, Vstaň a choď!), povídky.
- Bujdosásunk története (1967, Příběh našeho ukrývání), román pro mládež založený na autorových zážitcích z dětství.
- Diszharmónia (1968, Disharmonie), román,
- A szerelem szőnyege (1970, Koberec lásky), román,
- Eszter és a fajdkakas (1971, Ester a tetřev)
- Meglepetéseim könyve (1974, Kniha mých překvapení), román pro mládež založený na autorových zážitcích z dětství.
- Lyuk a tetőn (1977, Díra ve střeše), autobiografický román.
- Hét szűk évtized (1983, Sedm desetiletí), autobiografický román.

## Filmové adaptace
- Puskák és galambok (1961, Pušky a holubi), maďarský film, režie Márton Keleti.

## Česká vydání
- Pušky a holubi, SNDK, Praha 1965, přeložil Arno Kraus (starší).